# Långön, Hoting
För andra betydelser, se Långön.
Långön är en långsmal ö som utgör en del av en rullstensås som löper i nord-sydlig riktning i Hotingssjöns nordvästra del, utanför Tåsjöåns utlopp och mittemot Flåsjöåns utlopp. Sjön ligger i Strömsunds kommun i Ångermanland. Ön är 2,5 kilometer lång och mestadels bara 50–100 meter bred. 
Inlandsbanan går över Långöns mellersta del.

## Fornlämningar

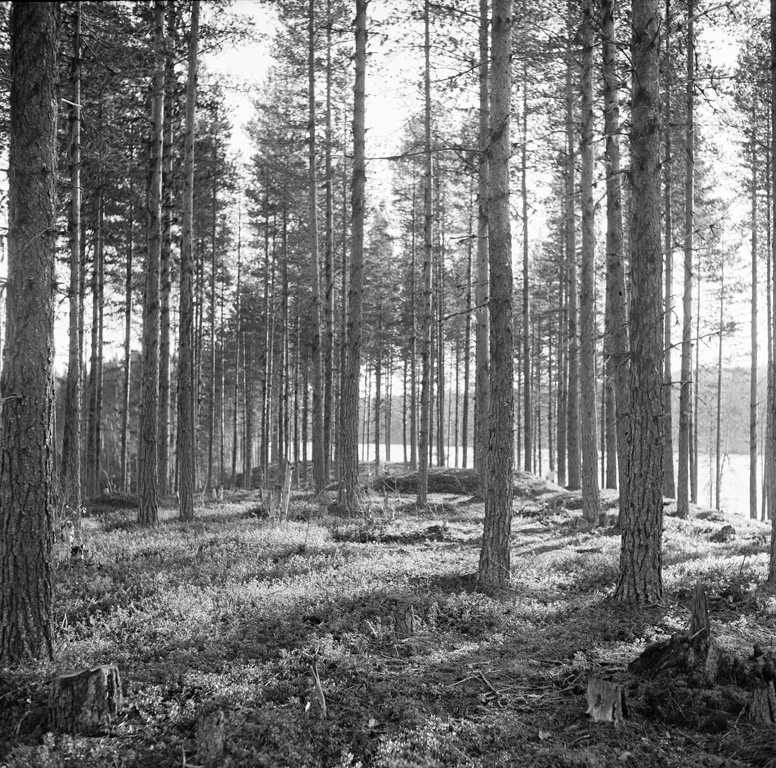
En av de elva gravhögarna på Långön.

Söder om järnvägen ligger en rad med elva gravhögar. På den norra delen finns ytterligare en hög. Dessutom finns en närbelägen hög på fastlandet.
De sex sydligaste gravhögarna samt den som ligger på fastlandet grävdes ut 1906 av Ture J:son Arne. Resterande sex undersöktes av Harald Hvarfner 1952 eftersom Hotingsjön skull regleras för vattenkraftsändamål. Det står klart att det rör sig om vikingatida gravfält. Troligen var minst en av de begravda en kvinna. De äldsta gravarna, daterade till omkring 900 e.Kr., är brandgravar. De innehåller brända ben av både människor och djur. De yngre gravarna, daterade till perioden från början av 1000-talet till 1100-talet, är skelettgravar där kropparna lagts i träkistor. I såväl brandgravarna som skelettgravarna har en mängd olika föremål påträffats. Förutom rester av pälsverk och textilier har arkeologerna tillvaratagit bland annat dräktbeslag av brons, pärlor av brons och glas, yxor och knivar av järn, pilspetsar av järn, ben och sten samt fem mynt av silver. Några av beslagen var av orientalisk karaktär. I en av gravarna hittades en läderpung som länge troddes vara tillverkad av skinnet från en sydasiatisk varan. 2017 blev det känt att pungen är tillverkad av lädret från en bäversvans.
Av mynten var två norska från tiden ca 1065–1080, två tyska från perioden 983–1002 respektive 1071–1086 medan ett var obestämbart.
Det finns olika uppfattningar om hur gravfältet på Långön ska tolkas. Läget på en holme, långt från samtidens jordbruksbygd, har ansetts tyda på att gravarna var samiska. Det relativt stora inslaget av östliga föremål har också likheter med samiska offerfyndplatser. Andra har i stället velat tolka gravhögarna som nordiska och har menat att nordborna befann sig här för att bedriva handel med samer eller andra fångstmän.